# ورل أوفنبيرغ
وَرَلُ أوفنبيرغ (الاسم العلمي: Varanus auffenbergi) ويُسمى أيضًا الورل الطاووسي، هو نوعٌ من الأَورال الصغيرة التي تتوطن في جزيرة روتي بإندونيسيا. تنتمي إلى جنيس (الاسم العلمي: Odatria).

## التسمية
ورل أوفنبيرغ أو ورن أوفنبيرغ (الاسم العلمي: Varanus auffenbergi) ويُسمى أيضًا الورل الطاووسي (بالإنجليزية: Peacock monitor)‏.
يُشتق اسم الجنس (Varanus) من الكلمة العربية ورل أو ورن، حيث تكتب بالإنجليزية (waral) أو (waran)، وهي تعني سحلية (lizard). تذكر مصادر أُخرى أنه من المحتمل أنها سُميت بذلك نتيجةً لوقوفها على رجليها الخلفيتين مما يجعلها في وضعية مراقبة (monitor) محيطها، فتحول الاسم الإنجليزي إلى اللاتيني (Varanus). أُطلق عليها ورل أوفنبيرغ تكريمًا لعالم الزواحف الأمريكي والتر أوفنبيرغ.

## الوصف
يُعد ورل أوفنبيرغ واحدًا من الأورال الصغيرة، وعادةً ما يصل طولها إلى 60 سم (23.5 بوصة). يُشبه ورل الأشجار المرقط [الإنجليزية]، مع اختلافٍ في ألوان وأنماط الجانب السفلي. تختفي أنماط التلوين مع تقدم هذه الأورال في العمر. تمتلك عيونًا بسيطة زرقاء رمادية اللون، في حين أنَّ عيون ورل الأشجار المرقط تكون قشدية اللون.

## السلوك
شُوهدت أورال أوفنبيرغ في البرية تتسلق جذوع النخيل ثم تتشمس على قممها. كما أنَّ هذه الأورال هادئة وحذرة مقارنةً بالأورال الأخرى، كما أنها حذرةٌ ومنعزلةٌ حتى في الأسر.